# Marizy-Sainte-Geneviève
Marizy-Sainte-Geneviève és un municipi francès situat al departament de l'Aisne i a la regió dels Alts de França. L'any 2007 tenia 130 habitants.

## Demografia

### Població
El 2007 la població de fet de Marizy-Sainte-Geneviève era de 130 persones. Hi havia 47 famílies de les quals 8 eren unipersonals (4 homes vivint sols i 4 dones vivint soles), 12 parelles sense fills, 19 parelles amb fills i 8 famílies monoparentals amb fills.
La població ha evolucionat segons el següent gràfic:
Habitants censats

### Habitatges
El 2007 hi havia 60 habitatges, 48 eren l'habitatge principal de la família, 7 eren segones residències i 5 estaven desocupats. 59 eren cases i 1 era un apartament. Dels 48 habitatges principals, 35 estaven ocupats pels seus propietaris, 11 estaven llogats i ocupats pels llogaters i 3 estaven cedits a títol gratuït; 1 tenia dues cambres, 4 en tenien tres, 14 en tenien quatre i 29 en tenien cinc o més. 35 habitatges disposaven pel capbaix d'una plaça de pàrquing. A 30 habitatges hi havia un automòbil i a 15 n'hi havia dos o més.

### Piràmide de població
La piràmide de població per edats i sexe el 2009 era:
| Homes | Edats   | Dones |
| ----- | ------- | ----- |
| 0     | 95 o +  | 0     |
| 0     | 90 a 94 | 0     |
| 0     | 85 a 89 | 0     |
| 0     | 80 a 84 | 0     |
| 4     | 75 a 79 | 0     |
| 4     | 70 a 74 | 4     |
| 0     | 65 a 69 | 0     |
| 0     | 60 a 64 | 0     |
| 0     | 55 a 59 | 4     |
| 8     | 50 a 54 | 0     |
| 4     | 45 a 49 | 8     |
| 0     | 40 a 44 | 4     |
| 4     | 35 a 39 | 0     |
| 4     | 30 a 34 | 8     |
| 12    | 25 a 29 | 4     |
| 4     | 20 a 24 | 0     |
| 8     | 15 a 19 | 0     |
| 0     | 10 a 14 | 4     |
| 0     | 5 a 9   | 12    |
| 8     | 0 a 4   | 4     |

## Economia
El 2007 la població en edat de treballar era de 91 persones, 63 eren actives i 28 eren inactives. De les 63 persones actives 55 estaven ocupades (36 homes i 19 dones) i 9 estaven aturades (3 homes i 6 dones). De les 28 persones inactives 10 estaven jubilades, 8 estaven estudiant i 10 estaven classificades com a «altres inactius».

### Ingressos
El 2009 a Marizy-Sainte-Geneviève hi havia 52 unitats fiscals que integraven 135,5 persones, la mediana anual d'ingressos fiscals per persona era de 15.493 €.

### Activitats econòmiques
Dels 6 establiments que hi havia el 2007, 2 eren d'empreses de construcció, 1 d'una empresa financera, 2 d'empreses de serveis i 1 d'una empresa classificada com a «altres activitats de serveis».
Dels 2 establiments de servei als particulars que hi havia el 2009, 1 era un paleta i 1 guixaire pintor.
L'any 2000 a Marizy-Sainte-Geneviève hi havia 3 explotacions agrícoles que ocupaven un total de 789 hectàrees.

## Poblacions més properes
El següent diagrama mostra les poblacions més properes.